# George Bernard Shaw
George Bernard Shaw (n. 26 iulie 1856, Dublin, Regatul Unit al Marii Britanii și Irlandei – d. 2 noiembrie 1950, Ayot St Lawrence⁠(d), Welwyn Hatfield, Anglia, Regatul Unit) a fost un dramaturg, polemicist, critic literar și activist politic irlandez, laureat al Premiului Nobel pentru literatură în 1925, considerat de unii critici ca unul din cei mai importanți dramaturgi de limbă engleză de la William Shakespeare. Shaw s-a făcut cunoscut atât ca autor de piese de teatru, cât și în calitate de critic de artă și publicist politic.

## Motivația Juriului Nobel
"Pentru opera sa care este marcată de idealism și umanitate, pentru satira sa stimulatoare plină de multe ori de o singulară frumusețe poetică ".

## Biografie
George Bernard Shaw s-a născut la Dublin în Irlanda, în familia unui mic funcționar. Întrucât resursele materiale ale părinților erau foarte limitate, Shaw n-a putut merge la universitate, lucru pe care, de altfel, nu l-a regretat, socotind că "nu prea avea ce să învețe acolo". La vârsta de 20 de ani pleacă la Londra și își încearcă forțele în gazetărie și literatură. Primul său roman "Lipsă de maturitate" (Immaturity) i-a fost respins de editura "Chapman and Hall". Atras de mișcarea socialistă, devine în 1884 unul dintre fondatorii "Societății fabienilor" (Fabian Society), din care s-a format mai târziu partidul laburist englez. Scrie un mare număr de articole și pamflete pe teme sociale și politice, remarcându-se ca publicist cu un stil caustic și combativ. Continuă și activitatea literară și reușește să publice primele romane: "Un socialist individualist" (An Unsocial Socialist, 1884), "Profesiunea lui Cashel Byron" (Cashel Byron's Profession, 1885), "Dragoste printre artiști" (Love Among Artists, 1887). Shaw este atras de teatrul realist al scriitorului norvegian Henrik Ibsen și scrie eseul "Chintesența Ibsenismului" (The Quintessence of Ibsenism, 1891), devine admirator al muzicii lui Richard Wagner, pe care îl apără împotriva publicului englez refractar în cartea "Wagnerianul perfect" (The Perfect Wagnerite, 1898).
Încă din 1885 Shaw a început să scrie o piesă de teatru în colaborare cu William Archer, dar ei nu s-au putut înțelege și piesa a fost abandonată. Shaw a extras schițele inițiale și, dezvoltându-le, a creat prima sa piesă "Casele văduvilor" (Widowers' Houses), reprezentată în 1892. Această piesă și cele ce au urmat au provocat o adevărată controversă în lumea teatrală și literară. Popularitatea lui a crescut însă cu fiecare nouă piesă, iar la sfârșitul secolului Shaw era deja cunoscut ca cel mai de seamă dramaturg al timpului. Devenit celebru, a continuat până la sfârșitul vieții să participe la viața social-politică. Poziția lui era ambiguă, salută revoluția socialistă din Rusia și se declară entuziast după vizita făcută în Uniunea Sovietică în anii 30, anii marilor epurări staliniste, în același timp condamnă regimurile totalitare și este adept al democrației. A murit în 1950 la vârsta de 94 de ani în reședința sa din Ayot Saint Lawrence.

## Opera
În opoziție cu dramaturgia superficială a epocii, Bernard Shaw l-a luat ca model pe Ibsen, în care vedea pe unul dintre cei mai mari maeștri ai artei realiste. Dar spre deosebire de Ibsen, al cărui teatru avea mai mult un caracter tragic, Shaw era înclinat spre umor și satiră, creând situații care uimesc la început prin caracterul lor neobișnuit. Oricât de paradoxale ar fi însă, ele conțin, în fond, conflicte din viața reală, redate de autor cu multă finețe. Shaw smulge măștile, dezvăluind contradicțiile flagrante ale vieții.  În majoritatea pieselor lui, problema este pusă și rezolvată nu prin acțiune, ci prin replicile spirituale ale personajelor, care vorbesc deschis despre diferite aspecte din viața societății. Procedeul preferat al scriitorului este paradoxul. Sub masca unui bufon, el caută astfel să expună publicului adevăruri amare, îmbrăcându-le în forma unor paradoxuri pline de haz.

### "Piese neplăcute" (Plays Unpleasant)
Shaw și-a intitulat primul ciclu de opere dramatice "Piese neplăcute" (Unpleasant Plays). Publicului i se înfățișează "nu numai comedia și tragedia caracterelor sau destinelor individuale, ci și acele grozăvii sociale care sunt o urmare a faptului că englezul mijlociu, simplu, oricât de amabil ar fi în viața personală, ca cetățean închide ochii asupra celor mai josnice abuzuri..."
- 1892 – Casele văduvilor (Widower's Houses)
- 1893 – Vânătorul de fuste (The Philanderer)
- 1894 – Profesiunea Doamnei Warren (Mrs. Warren's Profession)

### "Piese plăcute" (Plays Pleasant)
Shaw arată că de-a-lungul secolelor au fost create tot felul de iluzii romantice pentru a se înfrumuseța realitatea. Ori, scopul pe care și l-a propus el în "Piesele plăcute" (Pleasant Plays) a fost tocmai de a spulbera aceste iluzii, de a sădi în oameni o concepție lucidă asupra diferitelor fenomene ale vieții.
- 1894 – Armele și omul (Arms and the Man)
- 1894 – Candida (Candida)
- 1895 – Omul destinului (The Man of Destiny)
- 1897 – Nu poți spune niciodată (You Never Can Tell)

### "Trei piese pentru puritani" (Three Plays for Puritans)
- 1897 – Discipolul diavolului (The Devil's Disciple)
- 1898 – Convertirea căpitanului Brassbound (Captain Brassbound's Conversion)
- 1899 – Cezar și Cleopatra (Caesar and Cleopatra)

### Perioada până la primul război mondial

#### Piese cu conținut filozofic
- "Om și supraom" (Man and Superman, 1903), influențat de lectura filozofiei lui Friedrich Nietzsche și Henri Bergson.
- "Cealaltă insulă a lui John Bull" (John Bull's Other Island, 1904)

#### Comedii
- "Maiorul Barbara" (Major Barbara, 1905)
- "Căsătoria" (Getting Married, 1908)
- The Dark Lady of the Sonnets 1910
- "Mezalianța" (Misalliance, 1910)
- "Androcle și leul" (Androcles and the Lion, 1912)
- "Pygmalion" (Pygmalion, 1912), piesă devenită foarte populară ca musical în prelucrarea lui David Lean sub numele My Fair Lady.

### Opera tardivă
- "Casa inimilor sfărâmate" (Heartbreak House, 1919)
- "Înapoi la Matusalem" (Back to Methuselah, 1921)
- "Sfânta Ioana" (Saint Joan, 1923), în care înfățișează în mod critic procesul și condamnarea eroinei franceze Jeanne d'Arc. Pentru această piesă i se conferă în 1925 Premiul Nobel pentru literatură.
- "Căruța cu mere" (The Apple Cart, 1929)
- "Prea adevărat ca să fie frumos" (Too True to be Good, 1932)
- "La strâmtoare" (On the Rocks, 1933)
- "Prostănacul din insulele neașteptate" (Simpleton of the Unexpected Isles, 1936)
- "În zilele de aur ale bunului rege Carol" (In the Golden Days of Good King Charles, 1936)

### Corespondență
Pe lângă schimbul de scrisori cu personalități ale epocii sale, în special literați sau oameni politici, corespondența lui Bernard Shaw cu actrițele Ellen Terry și Mrs. Parick Cambell a rămas ca exemplu al genului epistolar, dezvăluind și multe întâmplări inedite petrecute în timpul îndelungatei sale vieți.